# Руки вверх, или я стреляю (фильм)
«Руки вверх, или я стреляю» (нем. Hände hoch oder ich schieße) — восточно-германская криминальная комедия режиссёра Ганса-Иоахима Каспрцика (нем. Hans-Joachim Kasprzik), написавшего сценарий вместе с Руди Штралем. В роли офицера Холмса Рольф Геррихт (нем. Rolf Herricht).
Картина была снята на плёнку в 1965 году, но в 1966 году цензоры отклонили допуск на экраны, в связи с чем пост-обработка материала была приостановлена. «Руки вверх, или я стреляю» была завершена и выпущена только в 2009 году, таким образом последний восточно-германский фильм увидел свет.

## Сюжет
Лейтенант народной полиции Холмс всегда мечтал о раскрытии серьёзных преступлений. Однако Германская Демократическая Республика является одной из самых спокойных в криминальном плане государств, а сонный городок Волькенхейм (нем. Wolkenheim), в котором служит полицейский, безопасен в этом отношении даже по государственным стандартам. Холмс проводит свои дни за чтением детективных рассказов и мечтает о работе в Скотланд-Ярде, связанной с «теневым» миром Лондона. Наконец, он получает дело о пропаже кроликов на подведомственной ему территории, но вскоре обнаруживается, что они просто сбежали на соседнее поле. Холмс впадает в депрессию и начинает посещать психиатра. Пинкас (нем. Pinkas), бывший вор, который работает швейцаром в гостинице торговой организации (нем. Handelsorganisation). Видя Холмса в унынии, он подговаривает нескольких бывших преступников, которых знает по «старым денькам», украсть античную статую, расположенную на рыночной площади города, чтобы полицейский хоть однажды получил серьёзный вызов. Холмс не только преследует банду в Лейпциге, попадает в смешные ситуации, ошибается и вызывает различные происшествия, в результате чего сам становится задержан полицией,... но и встречает очаровательную Люси (нем. Lucie).
Наконец, у него появляется возможность арестовать воров, но мэр бросает обвинения в том, что это помешает Волькенхейму получить звание «Самого красивого города». Детектива это уже не волнует и он переключает своё внимание на Люси.